# Shepherdstown
La ville de Shepherdstown est située dans le comté de Jefferson, dans l’État de Virginie-Occidentale, aux États-Unis. Lors du recensement de 2010, sa population s’élevait à 1 734 habitants.
Autrefois appelée Pack Horse Ford et Mecklenburg, la ville adopte son nom actuel en 1798, en l'honneur de Thomas Sheperd. La ville est désignée comme la plus hanté des États-Unis[réf. nécessaire].